# Литвинов, Василий Михайлович (1923—2002)
Василий Михайлович Литвинов (10 июля 1923, с. Красное, Курская губерния — 9 февраля 2002, Харьков) — Гвардии полковник Советской Армии, участник Великой Отечественной войны, Герой Советского Союза (1944).

## Биография
Василий Литвинов родился 10 июля 1923 года в селе Красное (ныне — Прохоровский район Белгородской области). После окончания семи классов школы и школы фабрично-заводского ученичества работал токарем. В январе 1942 года Литвинов был призван на службу в Рабоче-крестьянскую Красную Армию. Окончил школу сержантского состава. С мая 1942 года — на фронтах Великой Отечественной войны. В боях два раза был ранен.
К октябрю 1943 года гвардии старший сержант Василий Литвинов командовал миномётным расчётом 185-го гвардейского стрелкового полка 60-й гвардейской стрелковой дивизии 12-й армии Юго-Западного фронта. Отличился во время битвы за Днепр. В ночь с 25 на 26 октября 1943 года расчёт Литвинова переправился через Днепр на остров Хортица в черте Запорожья и своим огнём поддерживал действия стрелковых частей, приняв участие в отражении шестнадцати немецких контратак. В ноябре 1943 года расчёт Литвинова вновь участвовал в форсировании Днепра на территории Запорожской области.
Указом Президиума Верховного Совета СССР от 19 марта 1944 года за «образцовое выполнение боевых заданий командования на фронте борьбы с немецкими захватчиками и проявленные при этом мужество и героизм» гвардии старший сержант Василий Литвинов был удостоен высокого звания Героя Советского Союза с вручением ордена Ленина и медали «Золотая Звезда» за номером 3540.
Участвовал в боях советско-японской войны. После её окончания Литвинов продолжил службу в Советской Армии. В 1946 году он окончил Горьковское военно-политическое училище, в 1957 году — Военно-политическую академию. В январе 1979 года в звании полковника Литвинов был уволен в запас. Проживал в Харькове. 
Скончался 9 февраля 2002 года, похоронен на харьковском кладбище № 2.
Был также награждён орденом Отечественной войны 1-й степени, двумя орденами Красной Звезды, орденами «Знак Почёта» и Славы 3-й степени, рядом медалей.

## Память
Бюст Литвинова установлен в Прохоровке.